# Франц фон Паула Шранк
Франц фон Паула Шранк (нім. Franz von Paula Schrank, 21 серпня 1747 — 22 грудня 1835) — німецький ботанік, міколог, зоолог, натураліст, професор математики та фізики, богослов.

## Ім'я
У різних джерелах зустрічаються різні форми запису імені Шранка:
- нім. Franz von Paula von Schrank[1][2][3],
- нім. Franz von Paula-Schrank[1],
- нім. Franz Paula von Schrank[1],
- нім. Franciscus de Paula Schrank[1].

## Біографія
Франц фон Паула Шранк народився 21 серпня 1747 року.
У віці дев'яти років Шранк вступив до школи єзуїтів у Пассау, де він отримав чудову освіту та вступив у орден єзуїтів.
Згодом, під час перебування у Бразилії у Франц фон Паула Шранка прокинувся інтерес до науки.
Він продовжив свою богословську кар'єру у 1776 році у Відні та отримав ступінь доктора богослов'я. Вже у тому ж році Шранк став професором математики та фізики у середній школі у місті Амберг.
Він зробив значний внесок у ботаніку, описавши багато видів рослин.
Франц фон Паула Шранк помер у Мюнхені 22 грудня 1835 року.

## Наукова діяльність
Франц фон Паула Шранк спеціалізувався на папоротеподібних, мохоподібних, водоростях, насіннєвих рослинах та на мікології.

## Наукові праці

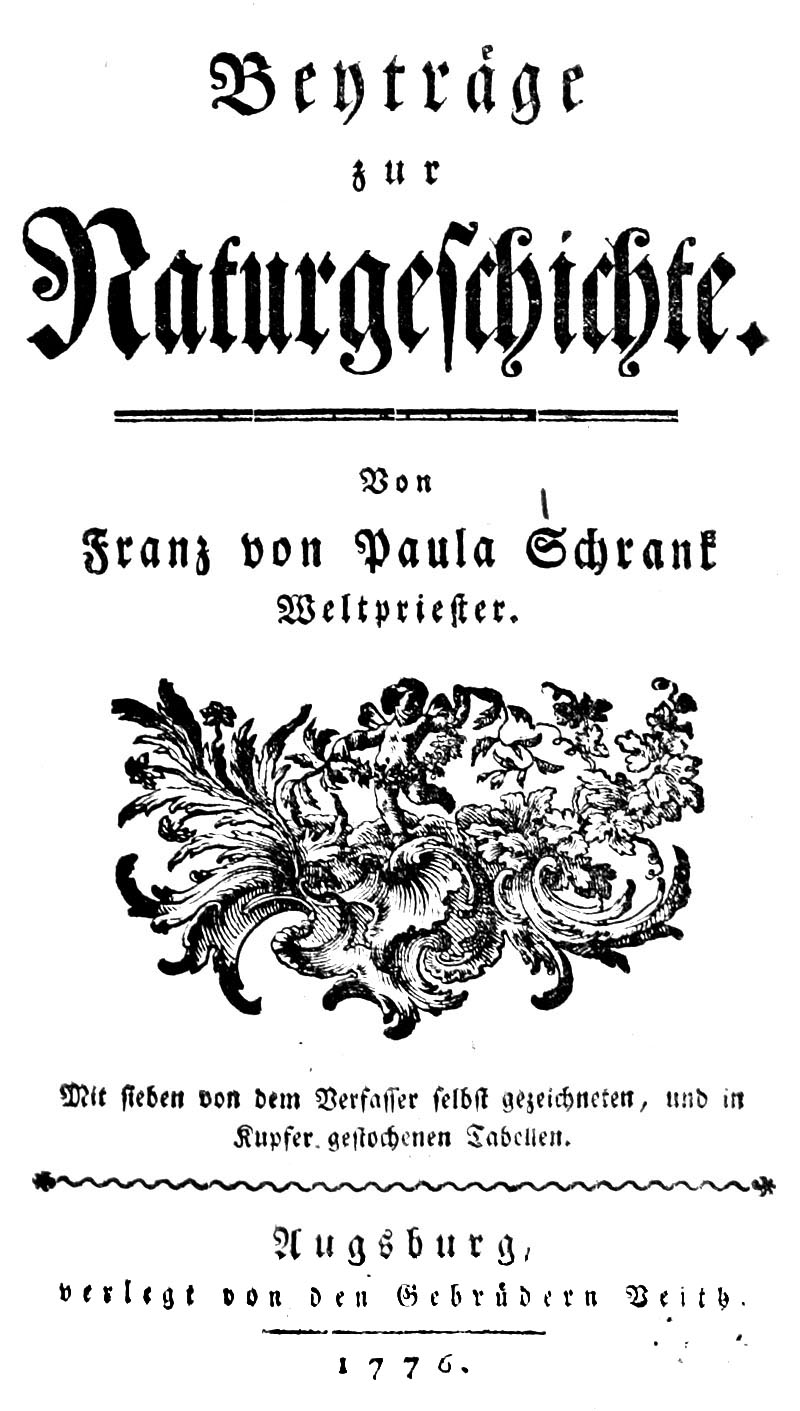
Титульний аркуш наукової праці Beiträge zur Naturgeschichte (1776)

- Beiträge zur Naturgeschichte (Augsburg, 1776).
- Vorlesungen über die Art die Naturgeschichte zu studieren (Ratisbohn, 1780).
- Enumeratio insectorum Austriæ indigenorum (Wien, 1781).
- Anleitung die Naturgeschichte zu studieren (München, 1783).
- Naturhistorische Briefe über Österreich, Salzburg, Passau und Berchtesgaden (gesammelte Werke, zusammen mit Karl Maria Erenbert Freiherr von Moll, Salzburg, 1784—1785).
- Anfangsgründe der Botanik (München, 1785).
- Baiersche Reise … (1786).
- Verzeichniss der bisher hinlaenglich bekannten Eingeweidewürmer, nebst einer Abhandlungen über ihre Anverwandschaften (München, 1787).
- Bayerische Flora (München, 1789).
- Primitiæ floræ salisburgensis, cum dissertatione prævia de discrimine plantarum ab animalibus (Frankfurt, 1792).
- Abhandlungen einer Privatgesellschaft vom Naturforschern und Ökonomen in Oberteutschland (München, 1792).
- Anfangsgründe der Bergwerkskunde (Ingolstadt, 1793).
- Reise nach den südlichen Gebirgen von Bayern, in Hinsicht auf botanische und ökonomische Gegenstände (München, 1793).
- Flora monacensis (München, 1811—1820).
- Plantæ rariores horti academici Monacensis descriptæ et iconibus illustratæ (1819).
- Sammlung von Zierpflanzen (1819).